# Лейконихия

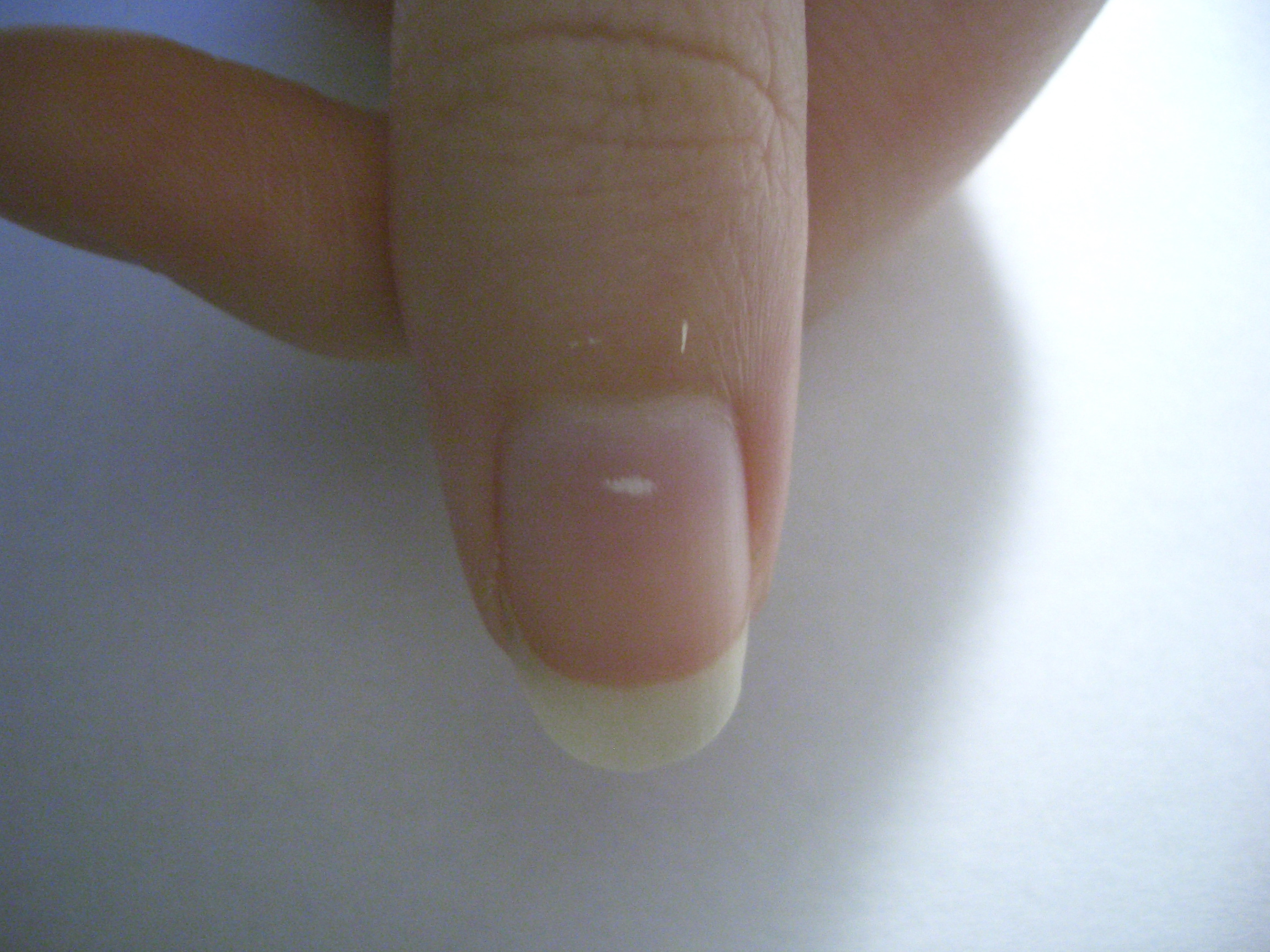
Ноготь с белым пятном

Лейконихи́я (leuconychia: от греч. leukós — белый и греч. onyx, onychos — ноготь) — патологическое изменение ногтевой пластинки, симптом которого — белые пятна, полосы (микроскопические пузырьки воздуха между слоями ногтя). Разновидности:
- Лейконихи́я ограни́ченная (leuconychia partialis) — лейконихия, характеризующаяся лишь частичным поражением ногтевой пластинки.
- Лейконихи́я полосови́дная (leuconychia striata) — лейконихия в виде белых полосок.
- Лейконихи́я тота́льная (leuconychia totalis) — лейконихия характеризующаяся поражением всей ногтевой пластинки.
- Лейконихи́я то́чечная (leuconychia punctata) — лейконихия в виде точечных белых пятен.

Согласно распространённому заблуждению, основная причина побеления ногтей — недостаток микроэлементов (например, цинка). При этом белые пятна на ногтях ребенка считаются счастливой приметой.
Реальные причины многообразны — систематические локальные травмы в области ногтевой фаланги, неполная кератинизация ногтевой пластинки, различные инфекции и интоксикации, заболевания печени.